# Rizwan Gadżyjew
Rizwan Sabibułłajewicz Gadżyjew (ros. Ризван Сабибуллаевич Гаджиев; biał. Рызван Сабібуллаевіч Гаджыеў; ur. 6 stycznia 1987) – rosyjski, a od 2007 roku białoruski zapaśnik walczący w stylu wolnym. Olimpijczyk z Pekinu 2008, gdzie zajął siódme miejsce w kategorii 55 kg.
Brązowy medalista mistrzostw świata w 2007 i 2009. Wicemistrz Europy w 2008 roku.